# 33 Pegasi
33 Pegasi, som är stjärnans Flamsteed-beteckning, är en dubbelstjärna belägen i den östra delen av stjärnbilden Pegasus. Den har en kombinerad skenbar magnitud på ca 6,20 och är mycket svagt synlig för blotta ögat där ljusföroreningar ej förekommer. Baserat på parallaxmätning inom Hipparcosuppdraget på ca 29,7 mas, beräknas den befinna sig på ett avstånd på ca 110 ljusår (ca 30 parsek) från solen. Den rör sig bort från solen med en heliocentrisk radialhastighet av ca 24 km/s.

## Egenskaper
Primärstjärnan 33 Pegasi A är en gul till vit stjärna i huvudserien av spektralklass F7 V, som lägre överskott än solen av andra element än väte och helium. Den har en radie som är ca 1,6 solradier och utsänder ca 3,3 gånger mera energi än solen från dess fotosfär vid en effektiv temperatur på ca 6 200 K.
En svag följeslagare av magnitud 9,3 är belägen med en vinkelseparation på 0,420 bågsekunder vid en positionsvinkel på 0,0°. Omloppsperioden för paret är för stor för att ha gjort den möjligt att beräkna baserat på aktuella observationer.